# Mistrzowie Gwatemali w piłce nożnej
Mistrzowie Gwatemali w piłce nożnej – mistrzostwo Gwatemali zdobywało dotychczas 15 drużyn. Mistrzostwa rozgrywa się od 1919 roku. Nie we wszystkich latach udało się je rozegrać. Początkowo istniały dwie konkurencyjne ligi, Liga Capitalina i Campeonato Nacional, ale wkrótce uznano, że tylko zwycięzcy Liga Capitalina mają prawo do tytułu Mistrza Gwatemali.

## Dotychczasowi Mistrzowie Gwatemali
- 25 razy - Municipal Gwatemala: 1943, 1947, 1951, 1955, 1964, 1966, 1970, 1973, 1974, 1976, 1987, 1989, 1990, 1992, 1994, 2000 (Clausura), 2001 (Apertura), 2002 (Clausura i Apertura), 2004 (Apertura), 2005 (Clausura i Apertura), 2006 (Clausura i Apertura), 2007 (Apertura);
- 21 razy - Comunicaciones Gwatemala: 1958, 1960, 1969, 1970/71, 1971, 1972, 1977, 1980, 1981, 1982, 1986, 1991, 1995, 1997, 1998, 1999, 2000, 2001 (Clausura), 2003 (Clausura i Apertura);
- 8 razy - Aurora: 1966, 1968, 1975, 1978, 1984, 1986, 1993;
- 6 razy - Tipografia Nacional: 1938, 1939, 1941, 1943, 1945, 1953;
- 6 razy - Universidad Ciudad de Guatemala (początkowo klub znany jako Escuela de Medicina): 1924, 1926, 1928, 1929, 1930, 1931;
- 3 razy - Xelajú Mario Camposeco Quezaltenango: 1962, 1980, 1996;
- po 2 razy - Allies Ciudad de Guatemala (1919 i 1922), Cibeles (1935 i 1936), Escuela Politécnica (1933 i 1934), Guatemala FC (1932 i 1941), Hércules (1920 i 1927), La Joya (1923 i 1925);
- jeden raz - Cobán Imperial (2004 - Clausura), Quetzal (1937), CD Suchitepéquez Mazatenango (1983).